# Nwoya (distrito)

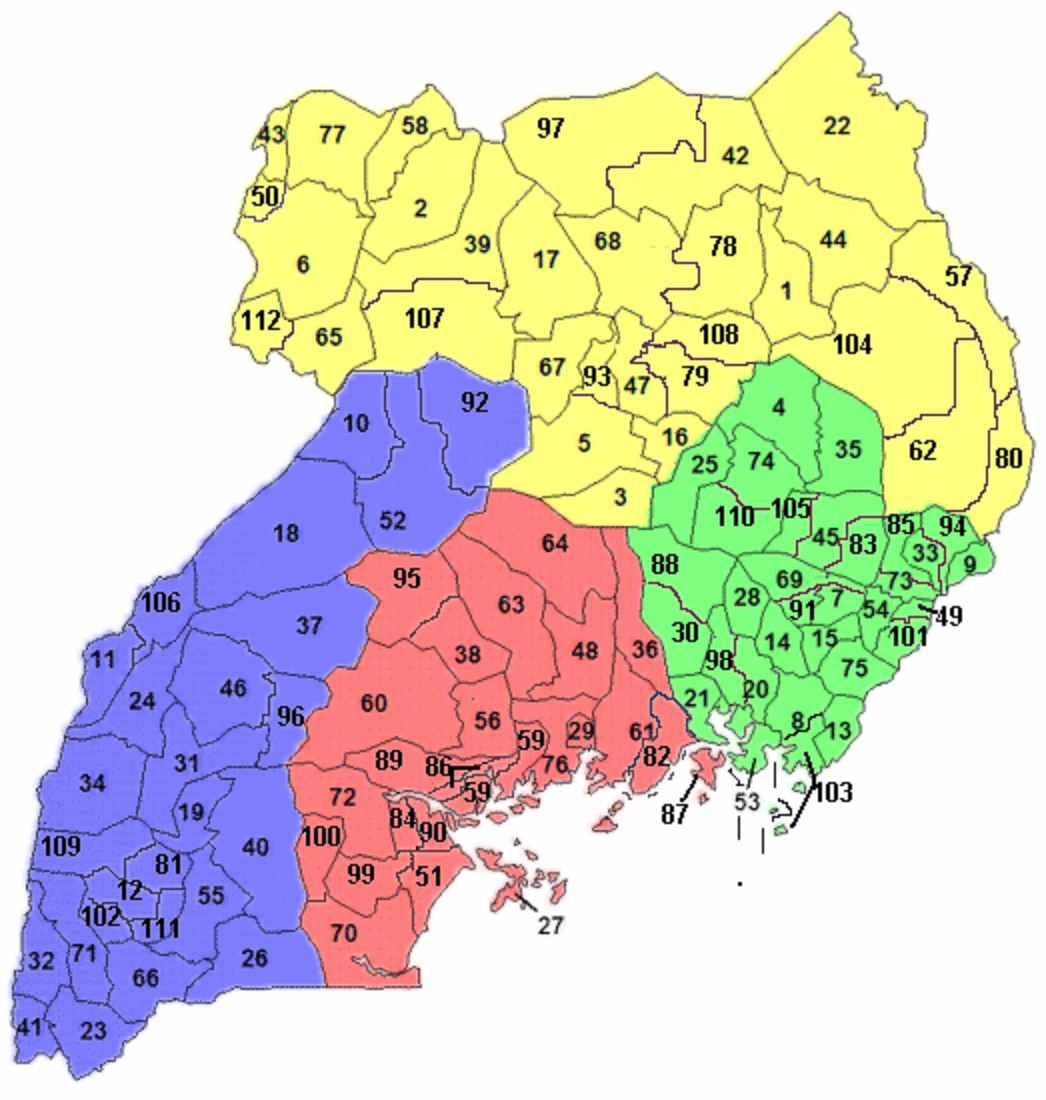
O distrito de Nwoya é o número 107 na parte em amarelo do mapa

Nwoya é um distrito de Uganda, localizado na Região Norte do país. Como muitos dos outros distritos ugandeses, sua principal cidade, Nwoya, tem o mesmo nome do distrito.
Nwoya é um dos mais recentes distritos de Uganda. Foi estabelecido por ato do parlamento e começou a funcionar em 1 de julho de 2010. Antes desta data, fazia parte do distrito de Amuru. Faz parte da sub-região Acholi, juntamente com os distritos de Agago, de Amuru, de Gulu, de Kitgum, de Lamwo e de Pader.

## Localização
O distrito de Nwoya faz fronteira com o distrito de Amuru ao norte, com o distrito de Gulu a nordeste, com o distrito de Oyam a leste, com o distrito de Kiryandongo a sudeste, com o distrito de Masindi ao sul, e com o distrito de Buliisa a sudoeste.
A cidade de Nwoya, o principal centro político, administrativo e comercial do distrito, está localizada a aproximadamente 62 quilômetros, por rodovia, da cidade de Gulu, a maior área metropolitana da sub-região. Sua distância da capital Kampala, por rodovia, é de aproximadamente 330 quilômetros (210 mi).
As coordenadas do distrito são 2° 38′ 0″ N, 32° 0′ 0″ E.

## População
Em 1991, a população do distrito estava estimada em aproximadamente 37.900 habitantes. Em 2002, a população era de 41.010 habitantes. Em 2012, a população estimada era de 128.094.

## Atividades econômicas
Antes de 2013, a agricultura de subsistência e a pecuária eram as principais atividades econômicas do distrito. Mais recentemente, jazidas de petróleo bruto foram descobertas, e a extração comercial está sendo organizada.